# Sint-Tillokerk

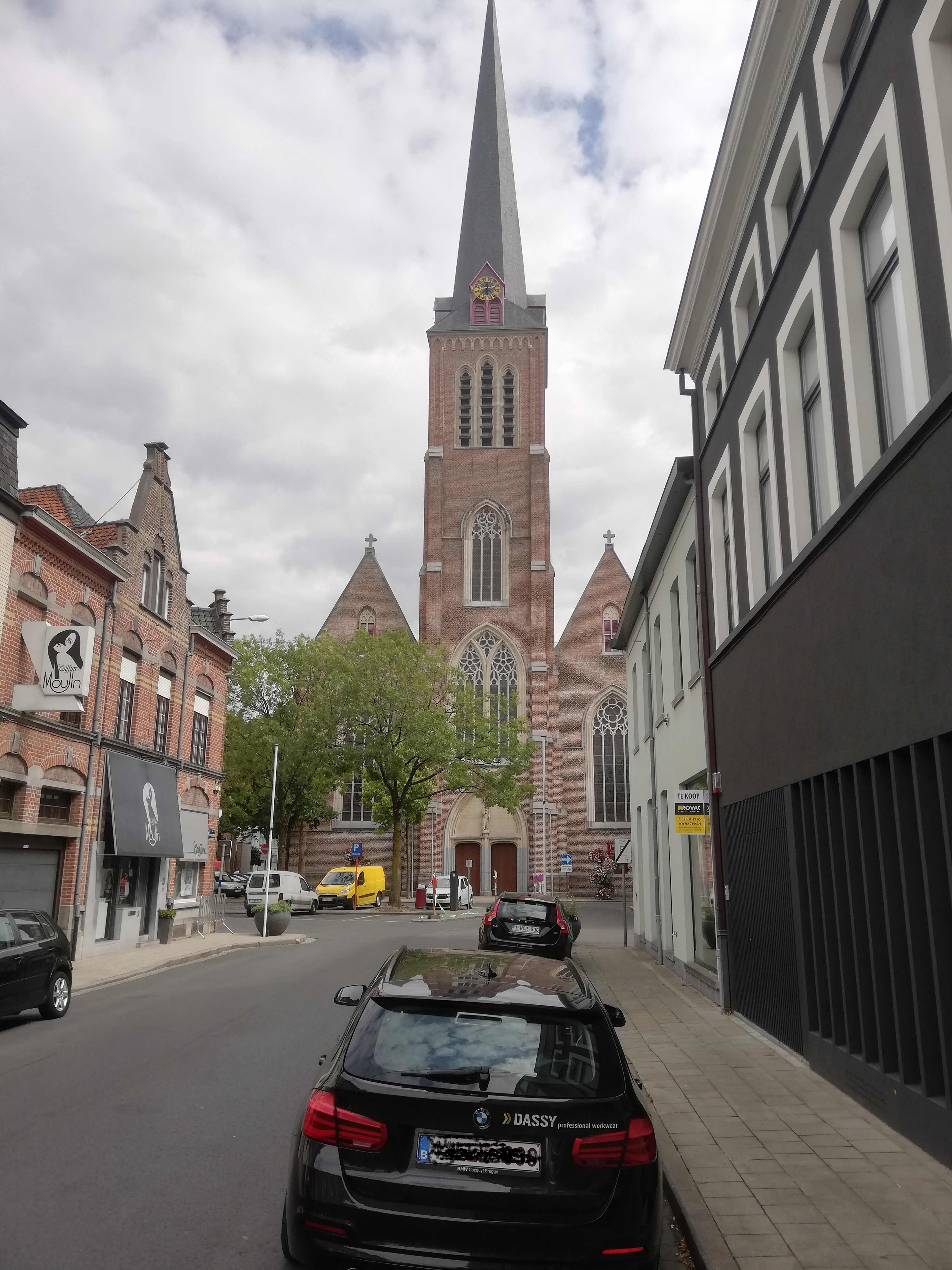
Sint-Tillokerk

De Sint-Tillokerk, ook de Sint-Hiloniuskerk genoemd, is een neogotische kerk in Izegem. Het is een van de eerste grote neogotische kerken in West-Vlaanderen. De fundamenten van de huidige kerk werden vermoedelijk in de elfde of twaalfde eeuw gebouwd en ondergingen in de loop der jaren verschillende verbouwingswerken. Vermoedelijk werd de eerste houten kerk gebouwd door Sint Tillo zelf. De toren is met zijn 83 meter hoog, de meest spitse van België.

## Sint Tillo

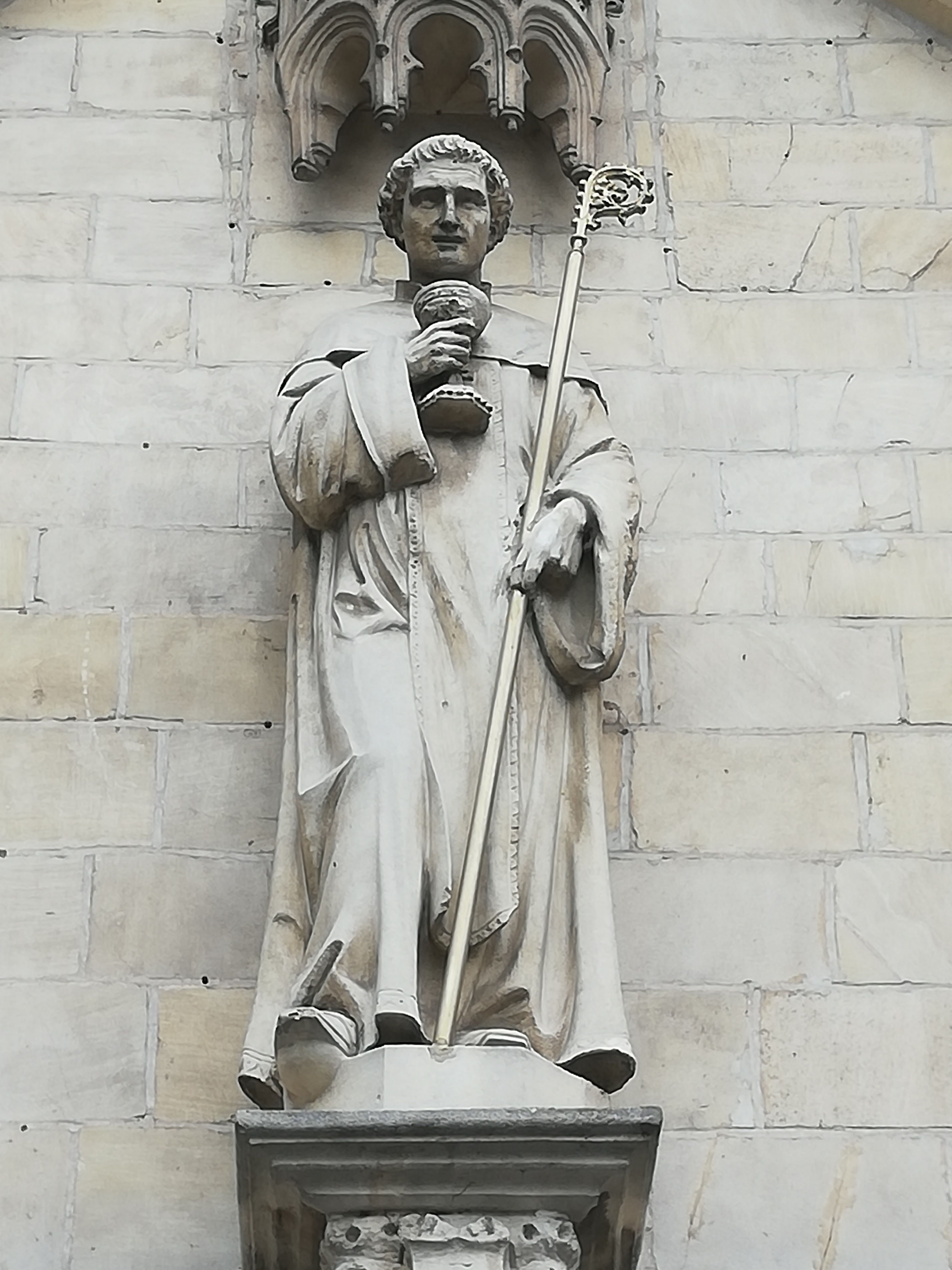
Sint Tillo, natuurstenen beeld aan het portaal van de Sint-Tillokerk te Izegem

Tillo was een man van Saksische afkomst en moet geboren zijn in het begin van de zevende eeuw. Als tiener zou hij als slaaf gevangen genomen en verkocht zijn op de markt van Parijs. In Parijs ging hij een tijd wonen bij een man die later bekend zou worden als Sint Eligius.
Eligius stuurde Tillo naar de monniken van Solignac, waar hij een vorming genoot. Tillo ging enkele malen terug naar Parijs, maar keerde opnieuw terug naar Solignac om er als monnik in te treden. Eligius verkondigde verder het evangelie maar hij was de taal niet machtig. Hij deed beroep op zijn oud-leerling Tillo met de vraag of hij niet in zijn plaats in Vlaanderen het evangelie wou verkondigen. Op vele plaatsen wist hij de mensen te winnen voor het christendom, vooral in de omgeving van Kortrijk en Doornik.
Na de dood van zijn leermeester Eligius keerde hij terug naar Solignac. Later ging hij zich als kluizenaar verder terugtrekken. Hij stierf in het jaar 702.

## Geschiedenis
De eerste kerk in Izegem, wellicht een houten kerkje, werd vermoedelijk door Sint-Tillo gebouwd. Voor 1384 was er zeker al een eerste stenen Sint-Tillokerk. Deze bestond uit twee volledige beuken en een halve beuk, die later werd doorgetrokken. De toren was achthoekig, 33 meter hoog en stond in het midden van de kerk.
In de 15e eeuw onderging de kerk nieuwe verbouwingswerken. Ze moest worden vergroot, met dat doel liet hertog Filips de Goede in 1468 een belasting te heffen op de inwoners van Izegem. Tot de 19e eeuw was de Sint-Tillokerk de enige kerk op Izegems grondgebied.
De kerk werd te klein werd voor de godsdiensten. In 1850 besliste de kerkfabriek dan ook het bouwvallige en veel te kleine kerkgebouw door een nieuw te vervangen. De Kortrijkse stadsarchitect Pierre Croquison tekende de plannen.
Subsidies om de kerk te bouwen volstonden niet, giften van vooral de familie de Pélichy en andere rijke burgers zorgden ervoor dat het project kon slagen. Toen alles rond werd traden er enkele problemen op. De aannemer had zijn prijs te laag berekend en ook de architect moest een nieuw plan maken. Hij had de sacristie vergeten en tijdens de werken zou blijken dat om technische redenen de kerk anderhalve meter moest worden opgetrokken. Waar oorspronkelijk de kerk in gebruik zou genomen worden in september 1854, kon deze pas in gebruik worden genomen op 1 september 1855. Dit is nog steeds de reden dat op deze periode in Izegem de kermis doorgaat. Er stond nog geen toren op de kerk, pas in 1860 werd de toren afgewerkt door metselaar Johan Buyse en timmerman Felix Mullie, beide Izegemnaren.
Op 24 augustus 1855 werd de kerk getroffen door een hagelvlaag die alle vensters uit de voorgevel verbrijzelden. Nauwelijks 6 maanden later op 24 januari 1856 stak een orkaan op, met als gevolg dat het voorlopige dak, balken en de klok terecht kwamen op de noordelijke kruisbeuk. In 1863 zorgde een rukwind ervoor dat de doopkapel beschadigd werd en dat de noordelijke voorgevel op straat werd geworpen.
De Wereldoorlogen zorgden voor verdere schade. Op 22 september 1917 viel een Engelse bom op het kerkgebouw. Er werd een bres geslagen in de buitenmuur, bijna alle vensters van de kerk waren ernstig toegetakeld en een paar gewelven werden uit hun voegen gerukt. De schadevergoeding liep op dicht tegen de honderdduizend frank. Tijdens de Tweede Wereldoorlog werd in 1940 de kerk getroffen door artillerievuur, waarbij de torenspits een voltreffer kreeg en enkele gewelven instortten. Pas na de oorlog werden de herstellingswerken uitgevoerd. De Sint-Tillokerk kreeg enkele verfraaiingswerken. Zo werden er in de koren marmeren vloeren gelegd. In 1973 kreeg de kerk binnenin een nieuwe laag verf met meerdere kleuren, ter vervanging van de sombere kleur die er voorheen was geschilderd.

## Kunstwerken en kerkschatten

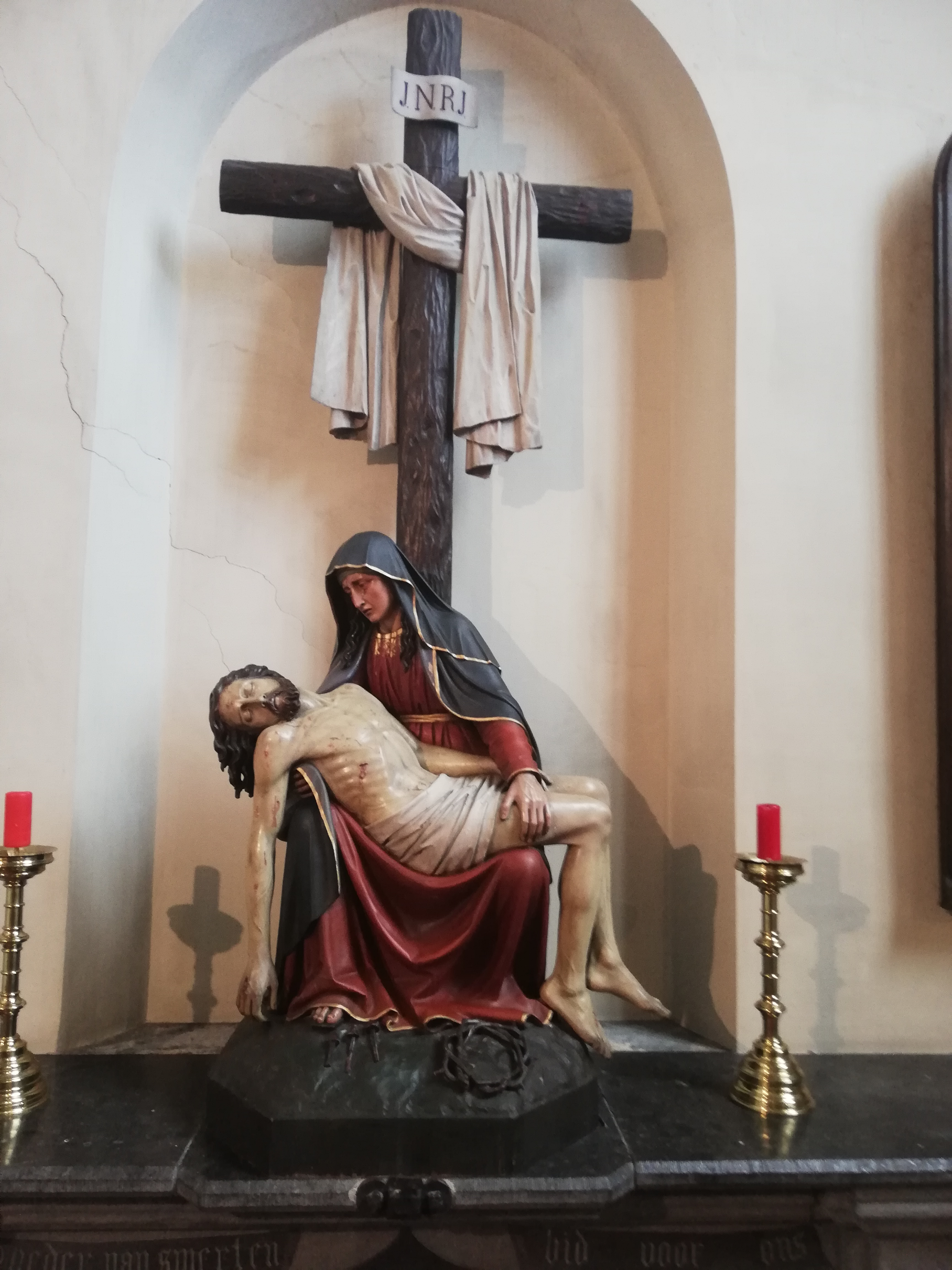
Piëta

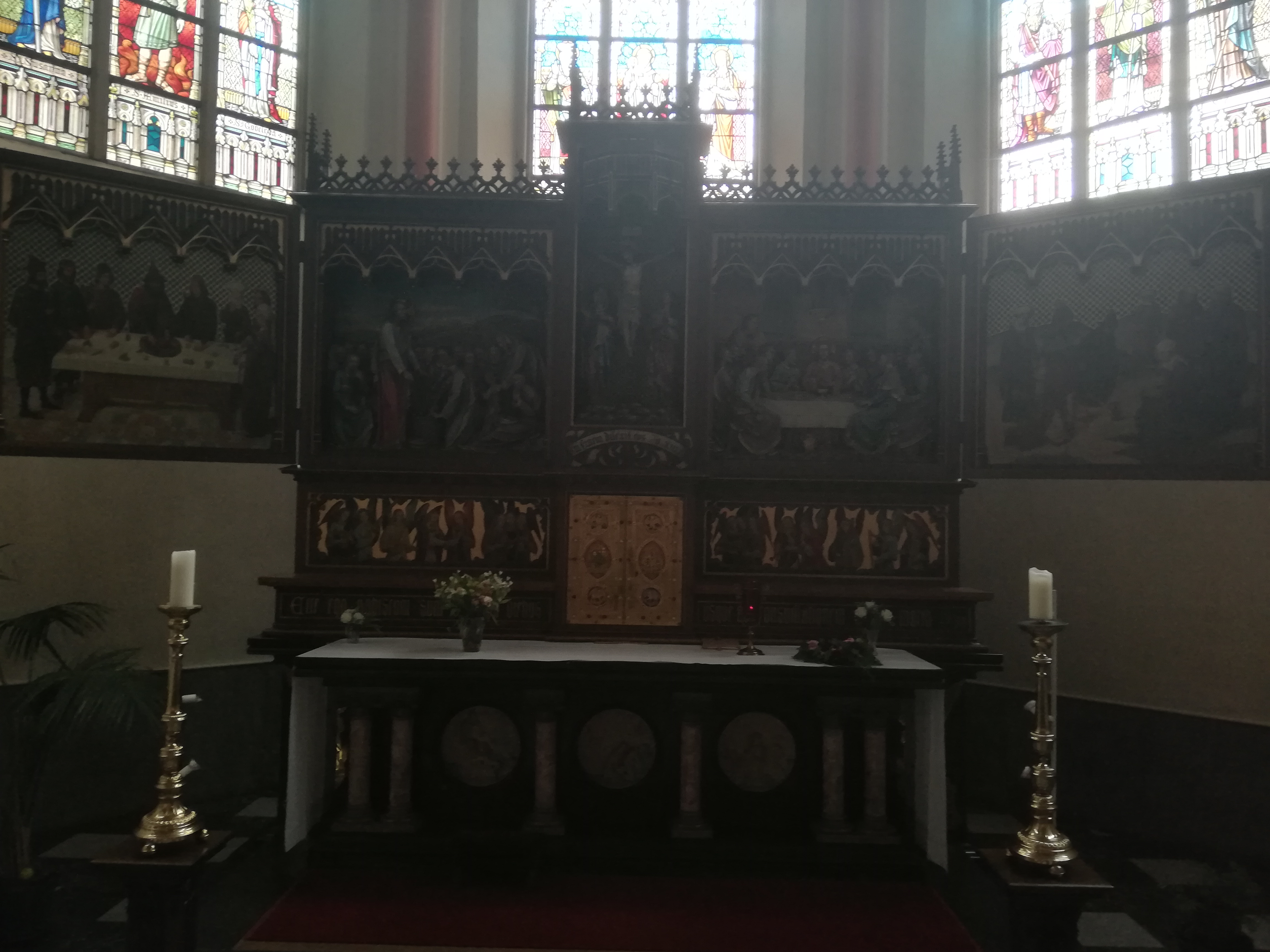
Hoofdaltaar Sint-Tillokerk

De Sint-Tillokerk heeft ook enkele kunstwerken en kerkschatten in zijn bezit.

### Natuurstenen beeld
Boogveld met natuurstenen beeld van de patroonheilige Sint Tillo van 1861, gebeeldhouwd door Van Aerebdonck, Antwerpen. Sint Tillo wordt afgebeeld met kelk en staf.

### Piëta
De Piëta is beeldengroep door Edward Dejonghe, Izegem. Het is een neogotisch werk uit de 19e eeuw, gemaakt uit gepolychromeerd dennenhout.

### Hoofdaltaar
Het hoofdaltaar, ontworpen in 1905 door J. Naert (Brugge) bestaat uit 4 delen:
1. Altaartafel: Offer van Abraham, Adam en Eva, Kaïn en Abel.
2. Kaarsenbank: musicerende engelen van A. Wybo, Veurne.
3. Retabel: 3 bas-reliëfs:
Laatste avondmaal
Binnenluiken: Paaslam, mannaregen
Buitenluiken: 2 x 6 apostelen met attributen
Schilderwerk: A. Wybo, Veurne.
Bas-reliëfs: De Wispelaere, Brugge.
4. Tabernakel: Koper en half-edelstenen door J. Wilmotte, Luik.

### Glasramen
Glasramen in koor en zijkoren 1902, n.o.v. atelier Jules Dobbelaere (Brugge) en in het schip door G. Gañlon en C. Vanhevele.

### Orgel
Het orgel is vervaardigd door Frans Joris en zonen (Ronse) in 1926, met (her)gebruik van het oude pijpwerk; in 1945 hersteld door J. Anneessens (Menen); van 1989 tot 1992 gerestaureerd door de firma Loncke (Zarren). Bij die laatste restauratie werd zowat de helft uit het vorige pijpwerk opnieuw gerestaureerd.